# Epizeuxis brunnealis
Epizeuxis brunnealis là một loài bướm đêm trong họ Noctuidae.